# Kelley Hurley
Kelley Hurley (n. 4 aprilie 1988, Houston, Texas, SUA) este o scrimeră americană specializată pe spadă, laureată cu bronz pe echipe la Jocurile Olimpice din 2012 de la Londra.

## Carieră
S-a apucat de scrimă la vârsta de opt ani pentru a-i urma pe părinti, care erau amândoi scrimeri. Sora sa mai mică, Courtney, este și ea o scrimeră de performanță.
Pregătită de tatăl său, a devenit în anul 2004 cea mai tânără câștigătoare a Campionatului din SUA la spadă feminin. A câștigat Campionatul Mondial pentru juniori din 2008 de la Acireale după ce a învins-o pe românca Simona Deac în finală.
Fiind singura spadasină americană calificată la Jocurile Olimpice din 2008 de la Beijing, s-a clasat pe locul 20 după ce a fost eliminată de sud-coreeanca Jung Hyo-jung în turul întâi. La Jocurile Olimpice din 2012 a participat doar la proba pe echipe ca rezervă. Echipa SUA a trecut surprinzător de Italia în sferturile de finală, apoi a pierdut cu Coreea de Sud în semifinală. În „finala mică” echipa SUA a depășit Rusia la o tușă în minutul suplimentar, cucerind bronzul, prima medalie olimpică din istoria spadei feminine americane.
A absolvit Universitatea Notre Dame. În anul 2012 a început un masterat în Sănătate Publică la Universitatea din Texas la San Antonio.

## Legături externe
- Prezentare Arhivat în 3 august 2015, la Wayback Machine. la Federația Americană de Scrimă
- en Kelley Hurley la Olympedia.org